# 北谷町立北谷小学校
北谷町立北谷小学校（ちゃたんちょうりつ ちゃたんしょうがっこう）は、沖縄県沖縄市南桃原4丁目にある公立小学校。北谷町立北谷幼稚園を併設している。
設置者は中頭郡北谷町だが、立地するのは隣の沖縄市内である。また、沖縄市立山内小学校から委託調整を受けている地域からも児童が通学する（後述）。

## 沿革
- 1882年（明治15年） - 北谷間切番所内に教師1名、生徒約10名の間切学校として開校。
- 1886年（明治19年） - 北谷番所の南隣に木造瓦葺校舎を新築し、北谷尋常小学校と改称。
- 1901年（明治34年）4月 - 北谷・野国の両校を合併し、村中央の平安山之上集落に（新）北谷尋常小学校を設置。（旧）北谷尋常小学校の一部校舎は北谷分教場とし、野国尋常小学校の旧校舎（現在は米軍嘉手納飛行場敷地内）は屋良に移築し屋良分教場とする。
- 1902年（明治35年）4月 - 高等科を併置し、北谷尋常高等小学校と改称。
- 1906年（明治39年）6月11日 - 屋良分教場を屋良尋常小学校として分離。現在の嘉手納町立屋良小学校。
- 1913年（大正2年）4月1日 - 北谷分教場を北玉尋常高等小学校として分離。現在の北谷町立北玉小学校。
- 1941年（昭和16年）4月1日 - 国民学校令により北谷国民学校と改称。
- 1945年（昭和20年）3月23日 - 沖縄戦に先立つ米軍の空襲により校舎壊滅。4月1日、米軍が北谷村上陸。
- 1947年（昭和22年）
  - 2月15日 - 米国民政府指令15号により、学校設立認可。
  - 4月28日 - 北谷初等学校として林間授業を開始。
- 1948年（昭和23年） - 学制改革により、7年生以上を中学校へ分離。
- 1950年（昭和25年）12月7日 - 台風で倒壊していた校舎を復旧。二部授業を終了。
- 1951年（昭和26年）11月7日 - 煉瓦建校舎が竣工。
- 1952年（昭和27年）
  - 4月1日 - 北谷小学校と改称。
  - 7月4日 - 北谷幼稚園が認可される。
- 1963年（昭和38年）3月10日 - 創立80周年記念式典挙行。校歌制定（作詞：大城立裕／作曲：田場盛徳）、校旗樹立。
- 1971年（昭和46年）9月1日 - 山内小学校へ校区の一部を分離。
- 1972年（昭和47年） - 校区変更。北谷村立北玉小学校（当時）から桃原団地の児童が転入。
- 1979年（昭和54年）4月7日 - 北谷村立北谷第二小学校（現・北谷町立北谷第二小学校）を分離。
- 1982年（昭和57年）11月28日 - 創立100周年記念式典を挙行。
- 1987年（昭和62年） - 新任居表示実施に伴い、現在の住所表記となる。
- 1989年（平成元年）5月 - 煉瓦校舎解体。
- 1992年（平成4年）9月 - 学校週5日制を開始。
- 1999年（平成11年）2月1日 - 中日ドラゴンズとの交流会。
- 2000年（平成12年） - 新校舎が落成。
- 2000年（平成12年）2月 - 苅部俊二（当時オリンピック選手）来校。
- 2000年（平成12年）7月21日 - 九州・沖縄サミットで訪沖中のトニー・ブレア英首相（当時）が来校。

## 通学区域
出典北谷小学校 通学区地図
- 中頭郡北谷町
  - 上勢区の一部（1班・2班・3班・4班・7班・8班・9班・10班）
  - 桃原区（全域）
  - 栄口区の一部（1班・2班・3班・4班・5班・9班・10班）
  - 謝苅区の一部（字吉原177番地県営北谷団地）
- 沖縄市
  - 南桃原3丁目（32番、37番～40番）
  - 南桃原4丁目（全域）

※沖縄市立小学校及び中学校の指定通学区域に関する規則（昭和59年沖縄市教育委員会規則第10号）別表に定める、山内小学校区域から北谷小学校への委託調整区域

## 周辺
- 北谷町立北谷幼稚園 - 進級前幼稚園のひとつ。敷地が隣接し、本校と同じく沖縄市に所在[3]。
- 沖縄県警察安全運転学校

## アクセス
- 北谷小入口バス停下車すぐ
  - 75系統
- 吉原入口バス停から北へ500m
  - 62系統／75系統／112系統／63番・263系統（バス運行会社は各項目を参照）